# Aggregated carbon nanorods
Aggregated carbon nanorods (geaggregeerde koolstof nanostaafjes, afgekort ACNR), ook wel hyperdiamant genoemd, is een materiaal dat onder hoge druk en temperatuur kan worden verkregen door compressie van fullereen koolstofnanobuizen. De hardheid van het materiaal is groter dan die van diamant.
ACNR is in 2005 door onderzoekers van de Universiteit van Bayreuth (Beieren, Duitsland) ontdekt, waar Natalia Dubrovinskaia het onderzoek leidde.